# キエフ音楽院
ウクライナ国立チャイコフスキー記念音楽院（英語: Pyotr Tchaikovsky National Music Academy of Ukraine、公用語表記: Національна музична академія України імені Петра Чайковського）は、ウクライナ、キーウに本部を置くウクライナの音楽大学。1913年創立、1913年大学設置。大学の略称は旧称：キーウ音楽院 (Київська консерваторія)。

## 概要
1913年にロシア音楽協会の音楽学校として設立。設立にあたってはセルゲイ・ラフマニノフやアレクサンドル・グラズノフ、ピョートル・チャイコフスキーなどが指揮をとった。設立の年には V. Pukhalsky が学長を務めた。しかしその翌年の1914年からは、レインゴリト・グリエールが学長の座についた。1925年に、上級クラスを、作曲家ミコラ・リセンコにちなむ、M.V.リセンコ音楽・演劇研究所（Музично-драматичного інституту імені М. В. Лисенка）に改め、それ以外のクラスを音楽学校として分離した。
1940年にレーニン勲章を受章。1995年にはウクライナの大統領によって格上げされ、キーウ国立チャイコフスキー音楽学校に改称した。
キーウ音楽院の建物は1800年代に建築されたホテルを使用していたが、第二次世界大戦によって破壊された。しかし1955年に再建され、その際にコンサート・ホールが新たに建設された。

## 教員
- ヴィクトル・コセンコ
- パウル・コハンスキ (1919-1920) [2]
- セルゲイ・タルノフスキー
- レフコ・レヴツキー

## 卒業生
- レオ・シロタ－ピアニスト、来日し東京音楽学校で多くのピアニストを育てた。
- ヴァーノン・デューク - 作曲家[3]
- ウラディミール・ホロヴィッツ - ピアニスト[4]
- ナタン・ラフリン - 指揮者
- キリル・カラビツ - 指揮者
- ボリス・リャトシンスキー - 作曲家、指揮者。のちに教員としても勤務。
- ヴァレンティーナ・リシッツァ - ピアニスト
- レフコ・レヴツキー - 作曲家